# Google Nexus
Google Nexus（グーグル ネクサス）は、アメリカのGoogleが、選定したハードウェアメーカーとの協力の上で発売していたAndroid搭載端末のOEMブランドである。

## 概要
Nexusシリーズは、「純粋なAndroid」としてのユーザーエクスペリエンスを目指すことが目的とされている。そのため、更なる発展やエンドユーザーによる改造を可能にするために、ブートローダーのロック解除を自由にしている。
純粋な非カスタマイズAndroidが搭載されているため、携帯キャリアやサードパーティによるプリインストールアプリ（クラップウェア）は一切仕込まれていない（※例外として、携帯キャリアのドコモから発売されたGalaxy Nexus SC-04Dを除く）。
OSのアップデート保証期間が唯一策定されているシリーズとされており、その期間は発売日から2年以上である。セキュリティパッチの提供については販売開始から3年、もしくはGoogle Playでの販売終了から18か月（1年半）のいずれか長い期間が適用される。
NexusシリーズはAndroid端末のフラッグシップモデルと見なされており、2012年に販売された機種であるGalaxy NexusはAndroidソフトウェア開発向けのAndroid Open Source Projectが推薦する機種の一つになっている。
Googleは、2016年10月にPixelを発表した。これに伴い、Google StoreからNexusが削除され、同端末の販売は終了した。サポートやソフトウェアアップデートは2018年11月で全て終了。

## スマートフォン

### Nexus One
日本未発売(本体に技適マーク及び認証番号はないがPB99100のみ総務省の技術基準適合証明/工事設計認証を受けている)
2010年1月に発売されたHTC製の端末で、Nexusシリーズ初号機である。Android 2.1を搭載し発売された。同年5月に2.2、その後2.3にアップデートされ2.3.6でOSアップデートを終了している。
アップデート保証プログラム（2.1 → 2.3.6）：2010年1月5日 - 2011年9月（約1年8か月）

### Nexus S
日本未発売(本体に技適マーク及び認証番号はないがGT-I9020のみ総務省の技術基準適合証明/工事設計認証を受けている)。
2010年12月に発売されたサムスン電子製の端末で、Android 2.3を搭載し発売された。
2011年12月に4.0へのアップデートが行われ、その後4.1にアップデートされている。OSアップデートは4.1.2を以て終了している(一部4.1.1で終了されたモデルもあり)。
アップデート保証プログラム（2.3 → 4.1.2）：2010年12月16日 - 2012年10月（約1年10か月）

### Galaxy Nexus
2011年11月発売（GSM回線版はベライゾン・ワイヤレスによって同年12月15日にアメリカ合衆国で発売）。サムスン電子のスマートフォンブランドであるGALAXYシリーズにも属する。日本向けにはdocomo NEXT series GALAXY NEXUS SC-04DとしてNTTドコモから同年12月発売。海外モデルは2012年7月中旬に最新バージョンである4.1に順次アップデートされた。SC-04Dの4.1アップデートは2012年11月13日より提供されたが、海外モデルは同日に最新バージョンの4.2にアップデートされ、SC-04Dの4.2アップデートは2013年5月9日より提供された。海外モデル(一部キャリアモデルを除く)は4.3でアップデートを終了しているがSC-04Dは4.2.2で終了している。
アップデート保証プログラム（4.0 → 4.3）：2011年11月17日 - 2013年7月24日（約1年8か月）

### Nexus 4
2012年10月29日に発表された、LGエレクトロニクスと共同開発されたスマートフォン。Optimus Gをベースにしており、4.7インチWXGAディスプレイ、クアッドコアCPU、Android 4.2などを搭載する。なお、LG電子のスマートフォンブランドであるOptimusシリーズには含まれない。アメリカ合衆国などで2012年11月13日発売開始。日本国内ではGoogle Playではなく代理店経由で2013年8月30日発売。
アップデート保証プログラム（4.2 → 5.1）：2012年11月13日 - 2015年4月（約3年5か月）

### Nexus 5
2013年11月1日に発表され、同日に発売された、LGエレクトロニクスと共同開発されたスマートフォン。LG G2をベースとしており、5インチFHDディスプレイ、クアッドコアCPU、Android 4.4などを搭載する。Nexus 4は日本国内での発売が大幅に遅れたが、本機種は発売日から日本国内でも購入可能。また、イー・アクセスにもEM01Lとして供給される（ブランド刻印なし。また、ネットワークはソフトバンクモバイル(現・ソフトバンク)のものを使用）。当初はブラックとホワイトの2色展開だったが、後に追加色としてNexus端末では初となるレッド系のカラーバリエーションも追加された。
アップデート保証プログラム（4.4 → 5.0 → 5.1 → 6.0.1）：2013年11月1日 - 2016年10月（約2年11か月）

### Nexus 6
2014年10月15日に発表された、モトローラと共同開発されたスマートフォン。Android 5.0 Lollipopを搭載。同年の10月17日より予約、11月3日に発売。日本では12月11日に発売。
日本では、ワイモバイル（現・ソフトバンクのY!mobileブランド）及びウィルコム沖縄からも発売された。ネットワークは従来からの、ソフトバンクモバイル側のネットワークを使用し、旧来からのワイモバイルの音声網は利用できない。
アップデート保証プログラム（5.0 → 5.1 → 6.0.1 → 7.0 → 7.1）：2014年11月 - 2017年10月

### Nexus 5X
日本では、NTTドコモおよびソフトバンク（Y!mobileブランド）、ウィルコム沖縄からも発売された。
アップデート保証プログラム（6.0 → 7.0 → 7.1 → 8.0 → 8.1）：2015年9月29日 - 2018年11月

### Nexus 6P
日本では、ソフトバンク（SoftBankブランド）からも発売された。その後、32Gモデルの一部の色がY!mobileブランドでも発売されることになった。
アップデート保証プログラム（6.0 → 7.0 → 7.1 → 8.0 → 8.1）：2015年9月29日 - 2018年11月

### 一覧
| 機種名       | 型番   | 発売日         | ディスプレイ                          | 通信方式                                                | CPU                                    | ストレージ              | メインカメラ | サブカメラ | OS                             | トピック                                                               |
| ------------ | ------ | -------------- | ------------------------------------- | ------------------------------------------------------- | -------------------------------------- | ----------------------- | ------------ | ---------- | ------------------------------ | ---------------------------------------------------------------------- |
| Nexus One    | -      | 2010年1月5日   | AMOLED 3.7インチ WVGA                 | GSM EDGE UMTS                                           | Snapdragon S1 QSD8250 1GHz             | RAM:512MB ROM:512MB     | 5.0MP        | -          | A. 2.1 → 2.3                   | オートフォーカス、マニュアルフォーカス、LEDフラッシュ                  |
| Nexus S      | -      | 2010年12月16日 | SUPER AMOLED 4.0インチ WVGA           | W-CDMA                                                  | Samsung Hummingbird S5PC110 1GHz       | RAM:1GB                 | 5.0MP        | 0.3MP      | A. 2.3 → 4.1                   | エリアメール、NFC Galaxy Sに準拠                                       |
| Galaxy Nexus | SC-04D | 2011年11月17日 | Super AMOLEDペンタイル 4.65インチ HD  | LTE GSM HSPA GSM/CDMA2000 IEEE 802.11a/b/g/n            | Texas Instruments OMAP 4460 1.2GHz     | RAM:1GB ROM:16/32GB     | 5.0MP        | 1.3MP      | A. 4.0 → 4.3                   | NFC、MHL、撥油コーティングディスプレイ                                 |
| Nexus 4      | -      | 2012年11月13日 | IPS Plus 4.7インチ WXGA               | GSM EDGE GPRS IEEE 802.11 a/b/g/n                       | Snapdragon S4 Pro APQ8064 1.5GHz       | RAM:2GB ROM:8/16GB      | 8.0MP        | 1.3MP      | A. 4.3 → 5.1                   | オートフォーカス、360度パノラマ撮影、SIMフリー、NFC LG Optimus Gに準拠 |
| Nexus 5      | EM01L  | 2013年11月1日  | TFT液晶 IPS 4.95インチ FHD            | LTE GSM CDMA W-CDMA                                     | Snapdragon 800 MSM8974 2.26GHz         | RAM:2GB ROM:16/32GB     | 8.0MP        | 1.3MP      | A. 4.4 → 5.0 → 5.1 → 6.0       | SIMフリー、SlimPort、NFC LG G2に準拠                                   |
| Nexus 6      | -      | 2014年12月11日 | ペンタイルRGBG AMOLED 5.96インチ WQHD | LTE GSM W-CDMA CA DL IEEE 802.11 a/b/g/n                | Snapdragon 805 APQ8084 2.7GHz          | RAM:3GB ROM:32/64GB     | 8.0MP        | 1.3MP      | A. 5.0 → 5.1 → 6.0 → 7.0 → 7.1 | SIMフリー、NFC、Qi方式ワイヤレス充電対応 Moto Xに準拠                  |
| Nexus 5X     | -      | 2015年10月20日 | TFT液晶 5.2インチ FHD                 | LTE GSM EDGE CDMA W-CDMA UMTS WCDMA IEEE 802.11 a/b/g/n | Qualcomm Snapdragon 808 MSM8992 1.8GHz | RAM:2GB ROM:16/32GB     | 12.35MP      | 5.0MP      | A. 6.0 → 7.0 → 7.1 → 8.0 → 8.1 | SIMフリー、USB Type-C、NFC、指紋認証                                   |
| Nexus 6P     | -      | 2015年9月29日  | TFT液晶 5.7インチ WQHD                | LTE GSM CDMA AXGP IEEE 802.11 a/b/g/n                   | Snapdragon 810 MSM8994 2.0GHz          | RAM:3GB ROM:32/64/128GB | 12.35MP      | 5.0MP      | A. 6.0 → 7.0 → 7.1 → 8.0 → 8.1 | SIMフリー、USB Type-C、NFC、指紋認証                                   |

## タブレット

### Nexus 7 (2012)
ASUSによって開発された7インチタブレットで、2012年6月27日に開催されたGoogle I/O 2012の基調講演で披露された。
Android 4.1搭載で発売された最初の機種で、2012年11月には4.2へのバージョンアップが行われている。Google Playで電子書籍、音楽、ビデオといったコンテンツを楽しむことを重視したデザインとなっている。
フォームファクタや価格設定は直接競合するKindle Fire（AndroidベースのFire OS）に対抗するためだと言われている。日本でも同年9月25日に16GB版が発売され、同年10月29日に32GB版と32GB版に3G通信機能を搭載したモデルが発表され、直後に日本でも32GB版は2万4800円で発売されたが、32GB版の3G通信機能搭載モデルは2013年2月9日に発売された。
最終バージョンはAndroid 5.1.1。

### Nexus 10
2012年10月29日に発表された、10インチディスプレイを搭載するタブレット。サムスン電子との共同開発。AppleのiPad Retinaディスプレイモデルを上回る、2560×1600ピクセル、300ppiの高解像度ディスプレイを備える。ネットワークはWi-Fiのみに対応。日本を含む各国で2012年11月発売予定であったが、日本のみ2013年2月5日に発売された。その後アップデートでAndroid 5.0に対応した。
最終バージョンはAndroid 5.1.1 。

### Nexus 7 (2013)
ASUSによって開発された7インチタブレットで、2013年7月24日に発表された。発売は米国では7月30日で、日本ではauブランドを展開するKDDI、および沖縄セルラー電話が2013年8月28日より販売を取り扱う（ただしWi-Fi専用モデルのみ）事が決定した。なお、Nexusシリーズのタブレットとしては日本市場向けを除き、初めてLTEに対応する事となった。
最終バージョンはAndroid 6.0.1 。

### Nexus 9
HTCによって開発された9インチタブレットで、 2014年10月15日に発表された。Android 5.0 Lollipopを搭載。米国では10月予約、11月発売。日本では、11月4日に発売した。その後Android 6.0→Android 7.0とアップデートが提供された。
最終バージョンは Android 7.1.1。

## その他の機種

### Nexus Q
球体の形をしたメディアストリーミングエンタテインメントデバイスで、Googleが自社で設計した。2012年6月27日にGoogle I/O 2012の基調講演で発表され、アメリカ合衆国で同年7月に299ドルで発売される予定だった。しかし評価が芳しくないことから機能を強化するため発売を無期限延期し、早期予約者には無料で提供することを発表した。
Apple TVに近いコンセプトの製品。テレビやスピーカーと接続して内蔵ストレージに蓄積されたコンテンツを再生したり、ネットワーク経由でストリーミング再生ができる。Nexus Q自体にAndroid 4.0が搭載されている。操作するにはAndroidスマートフォンかタブレットが必要。

### Nexus Player
円盤の形をしたメディアストリーミングエンタテインメントデバイスで、 Android 5.0をベースとしたテレビ向けプラットフォーム「Android TV」を採用したSTBである。
2014年10月15日に発表され、製造元は ASUS。
テレビなどとHDMIで接続し、付属のリモコンやAndroidスマートフォンなどと連携して、NetflixやGoogle Play、YouTubeの人気番組などの動画やAndroidアプリなどをテレビで利用することが可能となる。

## 類似製品
- Google Pixel
- Android One - 新興国向けの低価格スマートフォン。これもGoogleブランドであり、Nexusの廉価版のような位置づけである。
- Google エクスペリエンス デバイス - かつて存在したGoogleブランドのAndroid端末。
- Project Ara - 組み立て式モジュラー式スマートフォン